# 캐리 브라운스타인
캐리 브라운스틴(Carrie Brownstein, 1974년 9월 27일 ~ )는 미국의 싱어송라이터, 배우이다.